# Championnat d'Éthiopie de football 2003-2004
Navigation
Saison précédente Saison suivante
La saison 2003-2004 du Championnat d'Éthiopie de football est la cinquante-huitième édition de la première division en Éthiopie, la National League. Elle regroupe, sous forme d'une poule unique, les quatorze meilleures équipes du pays qui se rencontrent deux fois, à domicile et à l'extérieur. En fin de saison, les deux derniers du classement sont relégués et remplacés par les deux meilleures formations de deuxième division.
C'est le club d'Awassa City FC qui remporte le championnat cette saison après avoir terminé en tête du classement final, avec deux points d'avance sur Ethiopian Coffee et trois sur Trans Ethiopia FC. C'est le tout premier titre de champion d'Éthiopie de l'histoire du club.

## Les clubs participants
| - EEPCO - Ethiopian Insurance FC - Ethiopian Coffee - Awassa City FC - Wonji Sugar FC - Promu de D2 - Adama City - Nyala SC | - Arba Minch Textile FC - Harrar Beer Botling FC - Banks Sports Club - Saint-George SA - Muger Cement FC - Trans Ethiopia FC - Guna FC - Promu de D2 |

## Compétition
Le barème de points servant à établir les classements se décompose ainsi :
- Victoire : 3 points
- Match nul : 1 point
- Défaite : 0 point

### Classement
| Rang | Équipe                 | Pts | J  | G  | N  | P  | Bp | Bc | Diff |
| ---- | ---------------------- | --- | -- | -- | -- | -- | -- | -- | ---- |
| 1    | Awassa City FC         | 48  | 26 | 13 | 9  | 4  | 37 | 28 | +9   |
| 2    | Ethiopian Coffee       | 46  | 26 | 13 | 7  | 6  | 37 | 22 | +15  |
| 3    | Trans Ethiopia FC      | 45  | 26 | 13 | 6  | 7  | 35 | 25 | +10  |
| 4    | Saint-George SAT       | 42  | 26 | 12 | 6  | 8  | 33 | 21 | +12  |
| 5    | EEPCO                  | 41  | 26 | 10 | 11 | 5  | 35 | 22 | +13  |
| 6    | Muger Cement FC        | 39  | 26 | 10 | 9  | 7  | 31 | 25 | +6   |
| 7    | Arba Minch Textile FC  | 35  | 26 | 9  | 8  | 9  | 29 | 28 | +1   |
| 8    | Banks Sports ClubC     | 35  | 26 | 11 | 2  | 13 | 35 | 45 | -10  |
| 9    | Wonji Sugar FCP        | 33  | 26 | 9  | 6  | 11 | 32 | 32 | 0    |
| 10   | Harar Beer Botling FC  | 31  | 25 | 8  | 7  | 11 | 41 | 42 | -1   |
| 11   | Guna FCP               | 31  | 26 | 7  | 10 | 9  | 17 | 23 | -6   |
| 12   | Adama City             | 29  | 26 | 8  | 5  | 13 | 25 | 34 | -9   |
| 13   | Nyala SC               | 28  | 26 | 7  | 7  | 12 | 36 | 45 | -9   |
| 14   | Ethiopian Insurance FC | 13  | 26 | 2  | 7  | 17 | 22 | 53 | -31  |

|  | Qualification pour la Ligue des champions de la CAF 2005 et la Coupe Kagame inter-club 2005 |
|  | Qualification pour la Coupe de la confédération 2005                                        |
|  | Relégation directe en deuxième division                                                     |
|  | T : Tenant du titre C : Vainqueur de la Coupe d'Éthiopie P : Promu de deuxième division     |

## Bilan de la saison
| Championnat d'Éthiopie de football 2003-2004 |                            |
| Champion                                     | Awassa City FC (1er titre) |
| Coupes et trophées                           |                            |
| Vainqueur de la Coupe d'Éthiopie 2003-2004   | Banks Sports Club          |
| Qualifications continentales                 |                            |
| Ligue des champions de la CAF 2005           | Awassa City FC             |
| Coupe de la confédération 2005               | Banks SC                   |
| Coupe Kagame inter-club 2005                 | Awassa City FC             |
| Promotions et relégations                    |                            |
| Promus en National League                    | Defence Force SC           |
| Promus en National League                    | Metehara Sugar FC          |
| Relégués en Second League                    | Nyala SC                   |
| Relégués en Second League                    | Ethiopian Insurance FC     |